# Jeremy Abbott
Jeremy Abbott (Aspen (Colorado), 5 juni 1985) is een Amerikaans voormalig kunstschaatser. Hij nam deel aan twee edities van de Olympische Winterspelen: Vancouver 2010 en Sotsji 2014. In Sotsji won hij de olympische bronzen medaille bij de landenwedstrijd.

## Biografie
Abbott werd geboren in een sportief gezin: zijn oudere zus Gwen was op nationaal niveau actief als alpineskiester. Hij begon als tweejarig jochie met kunstschaatsen. Nadat Abbott op vierjarige leeftijd kunstschaatser Robin Cousins (olympisch kampioen van 1980) op televisie in actie had gezien, wilde hij ook schaatslessen volgen. Als junior schaatste hij enige jaren als ijsdanser en paarrijder. In 2005 won hij de nationale kampioenschappen voor junioren. Van het gewonnen prijzengeld zette hij een fonds op waarmee hij talentvolle kunstschaatsers uit Aspen financieel kon bijstaan. Een jaar later zette hij een tweede fonds op.
Door een teleurstellend resultaat op de Midwestern Sectionals (vijfde) in seizoen 2005/06 mocht hij niet deelnemen aan de nationale kampioenschappen. Hierdoor miste hij ook kwalificatie voor de Olympische Winterspelen in Turijn. De mindere prestatie kwam volgens hem door een slecht trainingsschema; hij was lui geworden na zijn winst op de NK junioren. Het gaf hem wel de motivatie die hij nodig had. In het seizoen 2006/07 werd hij vierde en met het uitvallen van Johnny Weir kon Abbott deelnemen aan de 4CK 2007. Hier won hij brons. Hij zou nog drie keer op de viercontinentenkampioenschappen staan en in 2011 veroverde hij een tweede bronzen medaille. Hij nam vijf keer deel aan de wereldkampioenschappen. Zijn beste resultaat is de vijfde plaats in 2010 en 2014. Abbott werd twee keer afgevaardigd naar de Olympische Winterspelen. Hij werd in 2010 negende en in 2014 twaalfde. Met het landenteam veroverde hij brons. Sinds 2015 stond zijn sportieve carrière al op een laag pitje en in juni 2017 maakte hij bekend definitief te stoppen.

## Belangrijke resultaten
| Kampioenschap                | 03/04 | 04/05 | 05/06         | 06/07         | 07/08         | 08/09         | 09/10         | 10/11         | 11/12         | 12/13         | 13/14         | 14/15         |
| ---------------------------- | ----- | ----- | ------------- | ------------- | ------------- | ------------- | ------------- | ------------- | ------------- | ------------- | ------------- | ------------- |
| Olympische Spelen            |       |       |               |               |               |               | 9e            |               |               |               | 12e · (team)  |               |
| Wereldkampioenschap          |       |       |               |               | 11e           | 11e           | 5e            |               | 8e            |               | 5e            |               |
| Viercontinentenkampioenschap |       |       |               | Brons         | 5e            | 5e            |               | Brons         |               |               |               |               |
| Grand Prix-finale            |       |       |               |               |               | Goud          | 4e            |               | 5e            |               |               |               |
| Nationaal kampioenschap      |       |       | dnq.          | 4e            | 4e            | Goud          | Goud          | 4e            | Goud          | Brons         | Goud          | 5e            |
| NK junioren                  | 7e    | Goud  | geen deelname | geen deelname | geen deelname | geen deelname | geen deelname | geen deelname | geen deelname | geen deelname | geen deelname | geen deelname |

dnq. = niet gekwalificeerd